# 大额蟹
大额蟹（学名：Metopograpsus latifrons）为方蟹科大额蟹属的动物。分布于新喀里多尼亚、印度尼西亚、马来亚、新加坡、丹老群岛、印度以及中国大陆的海南岛等地，生活环境为海水，常见于热带及亚热带沿海红树林泥滩中。